# Troels Skovgaard
Troels Skovgaard (født 20. juni 1957 i Århus, Danmark) er en dansk guitarist, sanger, sangskriver og producer.

## Karriere
Troels Skovgaard var med til at starte det danske rockband Bamboo Brothers i 1983. BB udgav albummene No easy Way 1993, Bamboo Brothers 1994 Moments i 2009 og EP'en Filtered i 2018
Som solist startede han i 2003 og siden da har han udgivet flere singler og albums.
Troels Skovgaard er AWARD WINNER af Jazz & Blues Category i the UK Songwriting Contest 2021 med singlen Wash My Blues Away.
Han har 3 gange placeret sig i finalen af internationale sangskriverkonkurrencer; The Blues Heritage Contest i 2007 med sangen They talk too much (fra debut albummet), i 2014 i The UK Songwriting Contest med Me and Manhattan and You (fra Songs of Life, Love and Lies) og igen i The UK Songwriting Contest i 2017 med sangen That open Door.
Skovgaard er en musikproducer og komponist til en stor del af albummet Lyv mig Natten lys (som opnåede 2 Grammynomineringer) med den danske singer-songwriter Laura Illeborg. Han har i øvrigt produceret for Engqvist Orchestra, Michael Vesterskov, Karen Marie Bille m.fl.
Han har spillet live og i studiet med mange danske og internationale kunstnere: Ivan Pedersen, Tamra Rosanes, Robert Bailey, Torben Schmidt, Peter Thorup, Bobby Ricketts, Delmar Brown (Sting, Miles Davis, Jaco Pastorius) Albummet "Total Victory" og Umbria Jazz festival, Eivør Pálsdóttir, Allan Mortensen, Søren Pilmark og mange flere. Har medvirket i Hit med Sangen og Meyerheim Show som medlem af Bob Ricketts husorkestre. Har undervist i guitar og sammenspil ved Rytmisk Musikkonservatorium og Syddansk Musikkonservatorium.
Siden 2011 har han været musiker/kapelmester for Ørkenens Sønner, og medvirket på shows'ene Varm luft i Canal Grande (2011) og Een gang til for prins Knud (2015).

## Diskografi

### Troels Skovgaard
- 2022: Digital Single: Treat Me Nice.
- 2021: Vinyl album Instrumental Journey. Medvirkende: Niels Ratzer: Drums & Percussion, Alex Acuna, Klaus Menzer: Drums, Jon Bruland, Dan Rasmussen: Bass, Michael Sunding, Frede Ewert, Jesper Ørberg, Stig Christensen: Keys, Rune Olesen: Percussion, Moussa Diallo: Vocal, Justo Almario: Flute, tenor Saxophone, Nicolai Schultz: Flute, alto Saxophone, Bobby Ricketts: Tenor Saxophone, Fabrizio Mandolini: Alto Saxophone. Pladeselskab: Bosco productions.
- 2021: EP Someday My Ship Will Come In. Medvirkende: Niels Ratzer: drums, percussion co-production, Mikael Roupé: lyrics, Dan Rasmussen: Electric bass, Michael Sunding: Organ Rune, Harder Olesen: Percussion, Ole Kibsgaard: Double bass, dobro, backup vocals, Peter Kibsgaard: Drums, percussion, backup vocals Mikala Bosetti: Backup vocals Søren Skov: Piano and keyboards Thor Backhausen: Organ, Sten Larm: additional drums, Casper Dybdahl: guitar and Fender Rhodes, Louise Nipper: mix, co-production, Brian Mørk Hansen: mastering, Leonardo Bosetti: photos and cover art, Elisabetta Bosetti: PR, management, executive producer, DiGiDi & The Orchard: digital distribution. Pladeselskab: Bosco productions.
- 2020: Single Wash My Blues Away - AWARD WINNER of the Jazz & Blues Category in the UK Songwriting Contest 2021. Medvirkende: Niels Ratzer on drums, Dan Rasmussen on bass, Thor Backhausen on hammond organ, Casper Dybdahl on add. guitars and Fender Rhodes, Louise Nipper mix and Brian Mørk Hansen mastering. Pladeselskab: Bosco productions.
- 2013: Songs of Life, Love and Lies (Medvirkende: Niels Ratzer, Dan Rasmussen, Jon Bruland, Michael Sunding, Dan Hemmer, Mikala Bosetti, Christina Birksø, Mikael Roupé, Rune Olesen Indspilningsteknikere Louise Nipper, Troels Skovgaard, Mastering Jørgen Knub
- 2007: They Talk Too Much (EP) (Medvirkende: Frede Ewert, Dan Rasmussen, Martin Stender, Kasper Langkjær, Lars Dk Nielsen, Mikala Bosetti)
- 2006: No Matter How Far I Go (Medvirkende: Niels Ratzer, Dan Rasmussen, Jon Bruland, Klaus Menzer, Alex Acuna, Hans Fagt, Justo Almario, Toots Thielemanns, Bobby Ricketts, Rune Olesen, Morten Dybdahl Larsen, Robert Bailet, Miriam Juel Rasmussen, Gry Meilstrup Johansen, Mikala Bosetti, Leonardo Bosetti, Mikael Roupé, Jesper Ørberg, Michael Sunding, Frede Ewert, Ze Grey, Kenwood Dennard, Jimmy Haslip, Nicolai Schultz, Fabrizio Mandolini, Stig Christensen, Moussa Diallo, Henning Hansen, Michael Mølhede Indspilningsteknikere: Henning Hansen, Per Meilstrup, Henning Olsen, Peter Brander. Mix Henning Hansen, Peter Brander, Per Meilstrup. Mastering Jan Eliasson)
- 2003: Troels Skovgaard (Medvirkende: Niels Ratzer, Jon Bruland, Dan Rasmussen, Frede Ewert, Peter Hellemann, Jens Lysdal, Ole Kibsgaard, Ivan Pedersen, Hans Fagt, Rune Olesen, Mikael Roupé, Gry Harrit & Lene Strøyer, Michael Mølhede, Pelle Fridell Mix Tom Andersen, Henning Hansen Mastering Jan Eliasson)

### Med Bamboo Brothers
- 1993 No easy Way
- 1994 Bamboo Brothers
- 2009 Moments
- 2018 Filtered